# Bătălia pentru Moscova (film)
Bătălia pentru Moscova sau Bătălia de la Moscova (în rusă Битва за Москву, transliterat: Bitva za Moskvu, în germană Schlacht um Moskau, în cehă Boj o Moskvu, în vietnameză Cuộc chiến ở Moskva) este un film epic de război sovietic în 2 părți din 1985, care prezintă o relatare dramatizată a bătăliei de la Moscova din 1941 și a evenimentelor care au precedat-o. Filmele au fost o coproducție sovietică - germană de est - cehoslovacă - vietnameză în regia lui Iuri Ozerov, care a scris și scenariul. A fost realizat din timp pentru aniversarea a 40 de ani de la victoria Aliaților asupra Germaniei Naziste și a 20 de ani de la proclamarea sărbătorii Ziua Victoriei (9 mai) și declararea Moscovei ca Oraș Erou.
La crearea scenariului, au fost folosite materiale documentare și memorii ale lui Gheorghi Jukov, adunate în Amintiri și reflecții (în rusă: Воспоминания и размышления), carte publicată pentru prima dată în 1969.
Filmele epice reproduc cu acuratețe istorică bătăliile majore din Marele Război Patriotic - prima rezistență eroică a Armatei Roșii în Fortăreața Brest și prima înfrângere majoră a lui Hitler  - înfrângerea trupelor germane de lângă Moscova. Nu apar personaje fictive, doar oameni reali cu biografii reale.

## Rezumat

### Filmul I:Agresiune

#### Partea 1
În urma victoriei din Franța, Hitler decide să atace Uniunea Sovietică și își pune speranțele în feldmareșalul Fedor von Bock, comandantul Grupului de Armate Centru, pentru capturarea Moscovei. Spionii anti-naziști Ilse Stöbe⁠(d), Rudolf von Scheliha⁠(d) și Richard Sorge atenționează despre pericol, dar serviciile secrete sovietice resping avertismentele lor. Gheorghi Jukov este îngrijorat de faptul că armata este prost pregătită; Pavlov îl condamnă ca pe un răspânditor de frică. Ofițerii Armatei Roșii sunt convinși că, în cazul unei invazii, ar contraataca imediat. La 22 iunie 1941, Germania lansează Operațiunea Barbarossa, copleșindu-i pe sovietici.

#### Partea a 2-a
Armata Roșie încearcă să contracareze asaltul printr-un șir de operațiuni pripite, în timp ce Fortăreața Brest este apărată cu disperare. Sovieticii reușesc să declanșeze Ofensiva Elnia, dar este ucis în luptă generalul locotenent Leonid Petrovski. Stalin insistă să apere Kievul, dar forțele sale suferă pierderi imense.

### Filmul II:Taifun

#### Partea 1
Wehrmacht-ul decide să atace Moscova, o bătălie pe care Hitler decide să o numească Operațiunea Taifun (Wotan). Richard Sorge află că Imperiul Japonez nu va ataca URSS în 1941. Germanii se apropie de capitala sovietică, câștigând bătălia de la Borodino  și rupând linia Mojaisk⁠(d). Stalin decide să rămână la Moscova.

#### Partea a 2-a
Inamicul ajunge la marginea orașului, dar tradiționala paradă din 7 noiembrie are loc ca întotdeauna. Zoia Kosmodemianskaia⁠(d) este capturată și executată, iar oamenii lui Ivan Panfilov⁠(d) luptă până la capăt (panfiloviții). Konstantin Rokosovski îl roagă pe Jukov să permită retragerea trupelor, dar este refuzat. După ce totul pare pierdut, germanii se opresc din cauza iernii aspre. La 6 decembrie, sovieticii lansează o contraofensivă de succes folosind forțele aeriene, cavaleria, tancurile și trupele de schiori. Germanii sunt forțați să se retragă, iar Hitler începe să-și învinovățească generalii.

## Distribuție
- Iakov Tripolski – Iosif Stalin
- Anatoli Nikitin – Mihail Kalinin
- Nikolai Zasuhin – Veaceslav Molotov
- Veaceslav Ezepov – Alexander Shcherbakov
- Vladimir Troshin – Kliment Voroșilov
- Stepan Mikoyan – Anastas Mikoyan
- Evgeni Novikov – Nikolay Shvernik
- Achim Petri – Adolf Hitler
- Olegar Fedoro – Comisar al Poporului
- Rostislav Yankovsky – generalul Vasily Smirnov.
- Mihail Ulyanov – mareșalul Gheorghi Jukov
- Aleksandr Filippenko – generalul  Dmitri Pavlov
- Bruno Freindlich – mareșalul Boris Șapoșnikovv
- Iuri Iakovlev – generalul Leonid Petrovsky
- Juozas Budraitis – Richard Sorge
- Aleksandr Goloborodko –  generalul Konstantin Rokossovsky
- Vitali Rozstalnoi –  mareșalul Semyon Timoshenko
- Emanuil Vitorgan –  comisarul Yefim Fomin
- Leonid Kulagin –  generalul Maksim Purkaev
- Lev Pregunov –  generalul Lev Dovator
- Gennadi Saifulin –  generalul Dmitri Lelyushenko
- Irina Shemliova –  Zoia Kosmodemianskaia
- Irina Gubanova –  mama Zoiei Kosmodemianskaia
- Konstantin Stepankov –  generalul Ivan Panfilov
- Gennadi Frolov –  generalul Timofei Orlenko
- Nikolai Ivanov –  colonelul Victor Polosuhin
- Victor Zozulin –  generalul Mihail Katukov
- Vasily Korzun –  generalul Dmitry Ryabyshev
- Nikolai Kryuchkov –  bătrân în Veazma
- Oleg Stefan –  locotenentul Manchich
- Leonid Evtifiev –  generalul Vasily Sokolovsky
- Aleksandr Voevodin –  comisarul Vasily „Diev” Kluchkov
- Piotr Glebov –  mareșalul Semyon Budyonny
- Nikolai Volkov –  generalul Mihail Kirponos
- Aleksandr Martinov –  generalul Ivan Kopetz
- Boris Scherbakov –  generalului Mihail Romanov
- Valeri Yurchenko –  comisarul Nikolai Popel
- Romualds Ancāns –  maiorul Pyotr Gavrilov
- Vladimir Kuznetsov –  generalul Nikolai Vashugin
- Boris Guasakov –  generalul Dmitri Ustinov
- Yuri Gusev –  generalul Vladimir Klimovskikh
- Mikk Mikiver –  generalul Ivan Konev
- Valeri Karen –   generalului Hovhannes Bagramyan
- Joachim Tomaschewsky –   feldmareșalul Hans von Kluge
- Erik Veldre –  generalul Heinz Guderian
- Gerd Michael Henneberg⁠(d) –  feldmareșalul Wilhelm Keitel
- Ernst Heise –  feldmareșalul Fedor von Bock

## Producție
Bătălia de la Moscova a fost cel de-al treilea film al regizorului Ozerov care are ca subiect Al Doilea Război Mondial, după Eliberare care are cinci părți și mini-serialul TV Soldații victoriei. Ozerov nu a avut voie să prezinte primele capitole întunecate ale războiului în Eliberare din cauza presiunii politice, iar filmul Soldații victoriei a descris bătăliile din afara Uniunii Sovietice. În al 40-lea an de la victoria asupra Germaniei, Ozerov a intenționat să creeze un film despre primele etape ale războiului, de la începutul invaziei din 22 iunie 1941 și până la înfrângerea Wehrmacht-ului lângă Moscova.
Spre deosebire de Eliberare, cea mai apreciată lucrare a lui Ozerov, Bătălia de la Moscova a fost un film pur istoric, fără personaje fictive incluse în complot. Actorii selectați pentru a interpreta rolurile principale au fost în mare parte cei care au apărut deja în același roluri în lucrările anterioare ale regizorului, în special Mihail Ulianov, care l-a interpretat pe Jukov în toate filmele lui Ozerov. În cele din urmă, producția a implicat o echipă de aproximativ șase mii de oameni.
Actorii vorbitori de limbă germană au fost contactați prin DEFA, în timp ce scenele care îl implică pe Richard Sorge au fost filmate în Vietnam cu ajutorul studioului Fafim. Mareșalul Serghei Rudenko a fost consultantul militar șef al filmului; în scenele de luptă au fost introduse trupe din Armata Roșie ca figuranți. Filmările scenelor de luptă pe câmp deschis au avut loc în Cehoslovacia, dar lupta urbană a fost filmată chiar la Moscova: clădiri din părțile distruse ale orașului au fost demolate cu explozibili pentru a simula atacurile cu bombardiere.
Unele episoade de luptă din Bătălia pentru Moscova au fost ulterior incluse în următorul său film epic, Stalingrad (1989).

## Coloană sonoră
Aleksandra Pakhmutova⁠(d) a realizat muzica și coloana sonoră a filmului. Piesa tematică a filmului „Tu ești speranța mea, ești bucuria mea” a fost compusă de ea și Nikolai Dobronranov și a fost cântată de Lev Leshchenko.

## Lansare
Filmul a avut premiera la Festivalul Internațional de Film de la Moscova.
A fost lansat în anul 1985 și a avut parte de succes comercial, fiind vizionat de 12,1 milioane de spectatori în cinematografele din Uniunea Sovietică.

## Recepție
Iuri Ozerov a câștigat Marele Premiu de la Festivalul Unional de Film de la Alma Ata din 1986 pentru munca sa la acest film, precum și Medalia de Aur Oleksandr Dovjenko.
Criticul de film rus Alexander Fedorov a considerat filmul ca „o producție de război la scară largă tipică lui Iuri Ozerov”, care îl prezintă pe Stalin ca pe un lider înțelept și îl descrie pe Jukov ca pe un general genial. Fedorov a comentat, de asemenea, scenele de luptă, descriindu-le drept „impresionante... implicând tancuri, avioane și artilerie”.